# Шольц, Лилли
Лилли Шольц, позже Гайяр (нем. Lilly Scholz, фр. Gaillard; 18 апреля 1903 года, Вена, Австрия — дата смерти неизвестна) — австрийская фигуристка, выступавшая в парном разряде. В паре с Отто Кайзером, она — серебряный призёр зимних Олимпийских игр в Санкт-Морице, чемпионка мира 1929 и четырёхкратная чемпионка Австрии. В паре с Вилли Петтером, она — призёр чемпионатов Европы и двукратная чемпионка Австрии.
С 1931 года выступала под фамилией мужа — Гайяр.

## Результаты выступлений

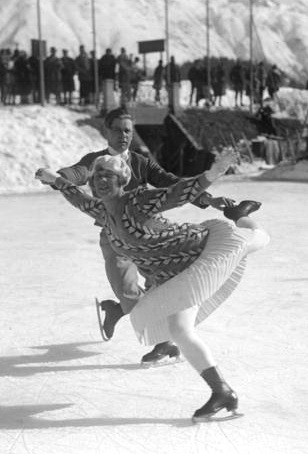
Лилли Шольц и Отто Кайзер на Олимпийских играх 1928 года

с Вилли Петтером
| Соревнования       | 1931 | 1932 | 1933 |
| ------------------ | ---- | ---- | ---- |
| Чемпионаты мира    |      |      | 4    |
| Чемпионаты Европы  | 3    | 2    | 2    |
| Чемпионаты Австрии | 1    | 1    | 2    |

с Отто Кайзером
| Соревнования       | 1924 | 1925 | 1926 | 1927 | 1928 | 1929 |
| ------------------ | ---- | ---- | ---- | ---- | ---- | ---- |
| Олимпийские игры   |      |      |      |      | 2    |      |
| Чемпионаты мира    |      | 3    | 2    | 2    | 2    | 1    |
| Чемпионаты Австрии | 1    |      |      | 1    | 1    | 1    |